# Yves Tanguy
Raymond Georges Yves Tanguy (Parigi, 5 gennaio 1900 – Woodbury, 15 gennaio 1955) è stato un pittore francese naturalizzato statunitense appartenente al movimento surrealista.

## Biografia
Compì studi regolari a Parigi. Durante il liceo conobbe Pierre Matisse con il quale strinse un'amicizia che si rivelerà duratura.
Nel 1918 entrò nella marina mercantile. Poi compì numerosi viaggi in Africa, America del Sud e Inghilterra.

Prestò servizio militare a Lunéville dove incontrò il poeta Jacques Prévert del quale diverrà grande amico.
Decise di partire come volontario per la Tunisia e nel 1922, ritornato a Parigi, scoprì la sua passione per la pittura iniziando a disegnare scene di vita al caffè. Nel 1923 ebbe modo di vedere i quadri di Giorgio de Chirico e diventò a tutti gli effetti pittore.
Nel 1924 si trasferì insieme a Prévert e Marcel Duhamel al 54 di Rue del Château a Montparnasse in un appartamento che diventerà presto luogo d'incontro dei surrealisti. Nel 1925 André Breton lo introdusse nel gruppo surrealista.
Pur non possedendo una specifica formazione, Tanguy dimostrò subito di possedere ottime doti e raggiunse già nel 1927 uno stile maturo tanto da permettergli di organizzare, in quello stesso anno, la sua prima personale alla Galerie Surréaliste a Parigi. Nel 1928 espose i suoi dipinti alla Galerie Au Sacre du Printemps dove fu allestita una mostra dei surrealisti alla quale parteciparono Jean Arp, Max Ernst, André Masson, Joan Miró, Pablo Picasso e altri artisti dell'epoca.
Da quel momento Tanguy tenne numerose personali e partecipò con assiduità a tutte le rassegne surrealiste di gruppo a New York, Bruxelles, Parigi e Londra.
Nel 1939 Tanguy effettuò un viaggio negli Stati Uniti con la pittrice Kay Sage che aveva conosciuto a Parigi, e nel 1940 la sposò. La coppia andò ad abitare nel Connecticut a Woodbury.

Nel 1942 l'artista partecipò alla mostra Artists in Exile presso la Pierre Matisse Gallery a New York. Qui esporrà frequentemente fino al 1950.

Nel 1947 si tenne alla Galerie Maeght di San-Paul de Vence la mostra dei surrealisti organizzata da Breton e Marcel Duchamp alla quale egli partecipò con i suoi lavori.
Nel 1948 decise di assumere la cittadinanza statunitense.
Nel 1953 espose insieme alla moglie al Wadsworth Atheneum di Hartford e apparve nel film di Hans Richter 8x8.
Morì il 15 gennaio 1955 per emorragia cerebrale: le sue ceneri vennero sparse in mare. Otto mesi dopo verrà allestita al Museum of Modern Art di New York una retrospettiva dell'artista.